# 리슈만편모충증
리슈만편모충증(Leishmaniasis), 리슈마니아증은 특정한 종류의 샌드플라이의 영향을 받아 레이시마니아 속의 원생 기생충에 의해 발생하는 질병이다. 이 질병은 피부리슈만편모충증(cutaneous), 피부점막리슈만편모충증(mucocutaneous), 내장리슈만편모충증(visceral leishmaniasis), 이렇게 주된 세 가지 중 하나로 나타날 수 있다.
현재 98여개국에서 약 12,000,000명의 사람들이 감염되어 있다. 아시아, 아프리카, 남아메리카, 중앙아메리카, 유럽 남부 지역의 200,000,000명의 사람들이 이 질병을 앓고 있으며 일상화되어 있다.
세계보건기구는 이 질병의 치료를 위해 일부 약의 할인을 받고 있다. 이 질병은 개와 설치류를 포함한 수많은 짐승들에게서 발생할 수도 있다.

## 같이 보기
- 열대병